# Среднезажиточное общество
Среднезажиточное общество (кит. 小康社会; пиньинь xiǎokāngshèhuì) — китайский термин, первоначально использовавшийся в конфуцианстве, описывающий общество, состоящее из функционального среднего класса. Этот термин наиболее известен в последние годы благодаря его использованию Генеральным секретарём Коммунистической партии Китая Ху Цзиньтао в период с 2002 года по 2012 год, когда речь шла об экономической политике, направленной на более равномерное распределение богатства.
В использовании нынешнего генсека Си Цзиньпина термин «Китайская мечта» получил довольно большую известность. Во время ежегодного собрания ВСНП в 2015 году Си Цзиньпин обнародовал ряд политических лозунгов под названием «Четыре всесторонних аспекта», которые включают «всестороннее построение среднезажиточного общества».

## Происхождение
Этот термин был условно переведен как «практически обеспеченное» общество, в котором люди могут жить относительно комфортно, хотя и без излишеств. Термин был впервые использован в классической поэзии, написанной ещё 3000 лет назад. Сяокан может быть связано с коэффициентом Энгеля в 40-50 процентов.

## Современный сяокан в политическом дискурсе
Китайский лидер Дэн Сяопин использовал термин общество Сяокан в 1979 году в качестве конечной цели китайской модернизации.
Во время встречи с премьер-министром Японии Масаёси Охира в 1979 году Дэн Сяопин отметил, что Китай должен строить среднезажиточное общество, чтобы достичь современной модернизации страны. Эксперты Китая объяснили, что среднезажиточное общество и китайская модернизация, это новые понятия. А среднезажиточное общество — это этап развития между разрешением проблемы питания и одежды для населения и полной зажиточностью.
Под обществом Сяокан подразумевается общество, в котором большинство людей — в меру обеспеченный средний класс, и экономического процветания достаточно для того, чтобы переместить большую часть населения на материковый Китай в комфортные условия, но в котором экономическое развитие не является единственной целью общества. Составной частью концепции Сяокан общества является идея о том, что экономический рост должен быть сбалансирован с иногда противоречивыми целями социального равенства и защиты окружающей среды.
Нынешняя практика использования термина также ссылается на китайскую философию в поддержку современного социализма с китайской спецификой. В китайских сочинениях, общество сяокан было предшественником идеи Великого единения (大同). Существует приблизительное соответствие между этим развитием и развитием в китайском марксизме между рыночным социалистическим обществом и мировым коммунизмом.
Возрождение концепции общества Сяокан было отчасти критикой социальных тенденций на материковом Китае в 1990-х годах под руководством Цзян Цзэминя, в которых многие в Китае чувствовали, что слишком много внимания уделяют новоявленным богачам и недостаточно влияния сельской бедноте материкового Китая. Кроме того, в некоторых кругах был страх, что китайское общество стало слишком материалистичным, поставив материальное богатство выше всех других социальных потребностей.
В отличие от предыдущих концепций, таких, как «духовная цивилизация» (精神文明) и кампания против буржуазной либерализации в 1980-е годы, концепция общества Сяокан не предполагает героическое самопожертвование и не помещает материальное и духовное в оппозицию. Концепция общества Сяокан видит потребность в экономическом росте, чтобы обеспечить процветание, но это процветание должно быть широко распространено.
Кроме того, концепция общества Сяокан — это первый случай, когда Коммунистическая партия Китая использовала классическую китайскую концепцию, чтобы узаконить свое видение на будущее Китая. Его недавнее использование было связано с Ху Цзиньтао и Вэнь Цзябао как цель материкового Китая, которую нужно достичь к 2020 году.
Сяокан также является названием журнала-двухнедельника, который связан с журналом «Цюши» (общественно-политический журнал в Пекине, официальный печатный орган ЦК КПК). Начатый в 2004 году, он в основном фокусируется на политическом и экономическом развитии Китая. Рассматривая себя как «Понимание Китая», Сяокан определяет себя как журнал, который выражает общественное мнение и обсуждает текущие дела, касающиеся китайской политики и социальной культуры.

## Стандарты среднезажиточного общества
1, Среднедушевой ВВП в Китае должен превысить 3000 долларов США. Это основополагающий знак всестороннего построения среднезажиточного общества.
2, Доход на душу населения городских жителей превысит 18 000 юаней.
3, Чистый доход на душу населения в сельской местности – 8000 юаней.
4, Коэффициент Энгеля ниже 40%.
5, Среднедушевая жилплощадь городского населения – 30 кв.м.
6, Количество горожан превысит 50 процентов населения страны.
7, Доля обладателей компьютеров превысит 20 процентов.
8, Коэффициент количества принятых в вузы от общей численности граждан соответствующей возрастной группы – 20 проц.
9, Количество врачей на 10000 человек населения – 28 человек.
10, Коэффициент охвата социальным обеспечением – 95 процентов.

## Всестороннее построение среднезажиточного общества
Всестороннее (полное) построение среднезажиточного общества – это одно из четырех направлений концепции «Четыре всесторонних аспекта», выдвинутое Си Цзиньпином. Оно было впервые официально выдвинуто Ху Цзиньтао в своем докладе на XVIII съезде КПК. В докладе Ху Цзиньтао отметил, что необходимо выполнить грандиозные задачи полного построения среднезажиточного общества к 2020 году.
На XIX съезде КПК, который состоялся 18 октября 2017 года, Си Цзиньпин отметил, что период с нынешнего момента и по 2020 год - период завоевания решающей победы в полном построении среднезажиточного общества. Необходимо в соответствии с требованиями полного построения среднезажиточного общества, выдвинутыми XVI, XVII и XVIII съездами партии, в тесной увязке с изменением основного противоречия китайского общества, на основе единого планирования стимулировать экономическое, политическое, культурное, социальное и экоцивилизационное строительство, неуклонно претворять в жизнь стратегию подъема страны силами науки и образования, стратегию наращивания государственной мощи посредством кадров, стратегию стимулирования развития за счет инноваций, стратегию подъема села, стратегию согласованного развития регионов, стратегию устойчивого развития и стратегию военно-гражданской интеграции. И все это для того, чтобы работа по полному построению среднезажиточного общества была признана народом и выдержала проверку историей.